# Сіріль Абітбуль
Сіріль Абітбуль (фр. Cyril Abiteboul; нар. 14 жовтня 1977, Париж) — керівник Renault F1 Sport. З 8 листопада 2012 року перебував на посаді керівника команди «Формули-1» Caterham F1. Раніше займав у команді пост виконавчого директора, на який був призначений 21 вересня 2012 року.